# أيوب منصور الجربوع
أيوب بن منصور بن علي الجربوع هو أكاديمي سعودي وعضو في مجلس الشورى السعودي منذ أن تم تعيينه بأمر ملكي في 3 ربيع الأول، 1438هـ الموافق لـ2 ديسمبر 2016م. وهو يعمل أستاذ دكتور في القانون الإداري بمعهد الإدارة العامة منذ رجب، 1433 هـ. وفي العام نفسه، حاز على جائزة وزارة الثقافة والإعلام للكتاب السنوي في مجال القانون لعام 1433هـ عن كتاب «المركز القانوني للمرأة في المملكة العربية السعودية». نُشِرَ الكتاب بالاشتراك مع د. خالد المحيسن، 1432هـ.

## الحياة التعليمية
حاز أيوب الجربوع على بكالوريوس في القانون مع مرتبة الشرف الثانية من جامعة الملك سعود. ثم درس دكتوراه في القانون من جامعة فرجينيا بالولايات المتحدة الأمريكية وماجستير قانون من جامعة هارفرد في الولايات المتحدة الأمريكية.

## الحياة المهنية
- عضو مجلس الشورى اعتباراً من 3/3/1438هـ[3]
- أستاذ دكتور القانون الإداري بمعهد الإدارة العامة منذ 21 / 7 / 1433 هـ
- أستاذ القانون الإداري المشارك بمعهد الإدارة العامة اعتباراً من 1428 هـ إلى 1433 هـ
- مدير إدارة برامج الأنظمة بمعهد الإدارة العامة اعتباراً من 1423 هـ إلى 1425 هـ
- أستاذ القانون الإداري المساعد بمعهد الإدارة العامة اعتباراً من 1423 هـ إلى 1428هـ
- مستشار قانوني في إدارة الشئون القانونية بالديوان الملكي اعتباراً من 1416هـ لمدة ستة أشهر
- محاضر في معهد الإدارة العامة اعتباراً من 1413 هـ إلى 1418 هـ
- معيد في معهد الإدارة العامة اعتباراً من 1408 هـ إلى 1413 هـ

## عضويات المجالس واللجان
- مستشار غير متفرغ لدى وزارة الشؤون الاجتماعية لمدة عام من 1 / 9 / 1436 هـ[3]
- مستشار غير متفرغ لدى وزارة التربية والتعليم من عام 1432هـ وحتى عام 1436هـ
- مستشار غير متفرغ لدى مؤسسة الملك عبد العزيز ورجالة للموهبة والابداع من عام 1425هـ وحتى عام 1438هـ
- مستشار غير متفرغ لدى المديرية العامة للدفاع المدني، الإدارة العامة للسلامة من عام 1425هـ وحتى عام 1438هـ
- مستشار غير متفرغ لدى وزارة الداخلية والإدارة القانونية لمدة عام 1423هـ
- رئيس لجنة النظر في مخالفات نظام الاستثمار الأجنبي، منذ العام 1429هـ وحتى عام 1435هـ
- عضو لجنة النظر في بلاغات الغش والتحايل وقرارات سحب العمل المتصلة بتنفيذ العقود الإدارية، منذ العام 1426هـ وحتى شهر رجب من عام 1434هـ.
- عضو لجنة فض منازعات صناعة الكهرباء منذ العام 1427هـ وحتى 24/10/1436هـ
- عضو لجنة الطعون والمخالفات الانتخابية البلدية في منطقة الرياض،1432هـ
- عضو لجنة الطعون والمخالفات الانتخابية البلدية في منطقة الرياض، 1436هـ
- عضو لجنة تعويض المقاولين والنظر في بلاغات الغش والتحايل وقرارات سحب العمل، منذ14/7/1437هـ.
- عضو هيئة تحرير مجلة الإدارة العام في معهد الإدارة العامة 1435هـ.
- عضو المجلس العلمي في معهد الإدارة العامة منذ عام 1436هـ
- عضو اللجنة العلمية لترقية حملة الدكتوراه في معهد الإدارة العامة منذ عام 1436هـ
- عضو المجلس الاستشاري، قسم القانون بكلية البنات بجامعة الأمير سلطان، 1432هـ.
- عضو اللجنة العلمية في جمعية مودة للمطلقات 1433هـ
- رئاسة العديد من الفرق الاستشارية في المشروع اللجنة العليا للتنظيم الإداري، من أهمها:
  - فريق دراسة قطاع القضاء والتحقيق وفض المنازعات 1426 هـ
  - فريق دراسة كيفية التعامل مع الوثائق الحكومية، خاصة السرية منها 1423 هـ
  - فريق دراسة القواعد المقترحة لتنظيم اللجان الحكومية واسلوب علها والمكافئات التي تصرف لإعدائها 1428 هـ
  - فريق إعداد الدراسة الخاصة بآلية العمل التنفيذية لمجمل الحلول التنظيمية لأجهزة القضاء وفض المنازعات، 1427هـ
  - فريق دراسة الهيكل والتنظيم الإداري لهيئة التحقيق والادعاء العام 1427ه
  - فريق دراسة الهيكل والتنظيم الإداري للمركز الوطني للوثائق والمحفوظات 1427هـ.
  - فريق دراسة تنظيم هيئة الإذاعة والتلفزيون، وهيئة وكالة الأنباء السعودية 1429هـ.
  - فريق دراسة فكرة إنشاء هيئة لقضايا الدولة 1430هـ.
  - فريق دراسة مشروع نظام الجمعيات والمؤسسات الأهلية 1430هـ
  - فريق دراسة فكرة إنشاء هيئة للإعلام المرئي والمسموع 1431هـ.
  - فريق دراسة فكرة إنشاء مركز للتدريب العدلي يرتبط تنظيميا بوزير العدل 1432هـ.
  - فريق دراسة وضع آلية عمل اللجنة العليا للتنظيم الإداري واجتماعاتها وآلية عمل أمانتها العامة واللجنتين الفرعية والتحضيرية المنبثقتين عن اللجنة العليا 1432هـ
  - فريق دراسة إستراتيجية البحث العلمي لهيئة كبار العلماء 1432هـ.
  - فريق دراسة اقتراح وضع ضوابط محددة لمشروعات الأنظمة واللوائح وتعديلات القائم منها التي ترفع من الجهات الحكومية إلى هيئة الخبراء 1433هـ
  - فريق دراسة وضع آلية تنفيذية وزمنية لنقل الاختصاصات والأنشطة المتعلقة بقطاع الرقابة المركزية وأجهزة التحقيق، الصادرة بقرار مجلس الوزراء رقم (1) وتاريخ 3/1/1433هـ والمصادق
  - عليه بالمرسوم الملكي رقم (م/4) وتاريخ 5/1/1433هـ، 1434هـ.
  - فريق دراسة نتائج الدراسة التي قامت بها هيئة الخبراء بمجلس الوزراء لتطوير أنظمة الرقابة والضبط ووحدات الرقابة الداخلية 1434هـ
  - فريق دراسة إستراتيجية الرئاسة العامة للحرمين الشريفين 1435هــ.
  - فريق دراسة إنشاء مركز للدراسات والبحوث في هيئة الخبراء1435هـ

## المؤتمرات والندوات
- مؤتمر ثقافة خدمة العملاء في القطاع الحكومي، وزارة الخدمة المدنية ومعهد الإدارة العامة. الرياض 1437هـ.[3]
- ملتقى التحكيم السعودي الأول من منظور اسلامي ودولي، مركز التدريب السعودي، جدة 1426هـ.
- مؤتمر القيادات الإدارية الحكومية في المملكة العربية السعودية (الواقع والتطلعات)، معهد الإدارة العامة، الرياض، 1436هـ.
- المؤتمر العالمي الأول حول التعليم والتعلم الذي نظمته جامعة الأمير سلطان، جامعة الأمير سلطان، الرياض، 1432هـ.
- منتدى الرياض الاقتصادي، الغرفة التجارية الصناعية، الرياض، 1426هـ.
- منتدى الرياض الاقتصادي، الغرفة التجارية الصناعية، الرياض، 1428هـ.
- مؤتمر التنمية الإدارية في ظل التحديات الاقتصادية، معهد الإدارة العامة، الرياض، 1438هـ.

## المؤلفات والبحوث
- ضمانات الموظف في مرحلة التحقيق الإداري في النظام السعودي، بحث منشور فيدورية «الإدارة العامة» مجلة علمية تصدر عن معهد الإدارة العامة، محرم 1425هـ[3]
- نطاق العلاقة بين المسئولية الجنائية والمسئولية التأديبية للموظف العام في النظام السعودي، كتيب منشور عن طريق مركز البحوث بكلية العلوم الإدارية بجامعة الملك سعود، 1426هـ
- الاشتراك في إعداد دراسة المساهمة الاقتصادية للمرأة السعودية، والتي قُدمت في منتدى الرياض الاقتصادي المنعقد بتاريخ 3-6 ذو القعدة 1426هـ
- مبدأ حرية التنافس في تنفيذ المشاريع الحكومية وضوابطه في النظام السعودي دراسة تحليلية مقارنة، بحث منشور في دورية «الإدارة العامة» مجلة علمية تصدر عن معهد الإدارة العامة، ربيع ال آخر1427هـ
- الاشتراك في إعداد دراسة البيئة العدلية ومتطلبات التنمية الاقتصادية، والتي قُدمت في منتدى الرياض الاقتصادي المنعقد في ديسمبر 2007م
- الاشتراك في إعداد الاستراتيجية القانونية لوادي الرياض للتقنية الخاص باستثمارات جامعة الملك سعود، 1429هـ
- ضوابط سلطة الإدارة في تعديل عقودها الإدارية بإرادتها المنفردة (دراسة تحليلية في ضوء قضاء ديوان المظالم في المملكة)، بحث منشور في مجلة كلية العلوم الإدارية بجامعة الملك سعود، المجلد (20)، محرم 1429هـ
- التنظيم القانوني للتراخيص الإدارية (دراسة تحليلية في ضوء قضاء ديوان المظالم في المملكة العربية السعودية)، بحث منشور في المجلة العلمية للإدارة الصادرة عن الجمعية السعودية للإدارة، كلية إدارة الأعمال، جامعة الملك سعود، العدد الخامس، يونيو 2012م
- المركز القانوني للمرأة المتعلق بحقها في التعليم في القانون السعودي، ورقة عمل مقدمة في مؤتمر عن المرأة الذي كان مزمع عقده في شهر يناير من عام 2011م في جامعة الإمام محمد بن سعود
- المركز القانوني للمرأة في المملكة العربية السعودية، كتاب منشور بالاشتراك مع الدكتور/ خالد المحيسن، 1432هـ، وقد فاز الكتاب بجائزة وزارة الثقافة والإعلام للكتاب السنوي في مجال القانون لعام 1433هـ
- تقويم مناهج التعليم القانوني وخططه في المملكة العربية السعودية، ورقة عمل قُدمت في مؤتمر التعليم والتعلم الذي عقد في شهر يناير في جامعة الأمير سلطان 2011م
- اختصاص ديوان المظالم كجهة قضاء إداري (دراسة تحليلية مقارنة بين نظام ديوان المظالم لعام 1402هـ ونظامه لعام 1428هـ)، بحث منشور في مجلة العدل التي تصدر
- عن وزارة العدل في العدد (51).
- نظرية أعمال السيادة (دراسة تحليلية في ضوء قضاء ديوان المظالم في المملكة العربية السعودية)، بحث منشورفي مجلة اتحاد الجامعات العربية للدراسات والبحوث القانونية في العدد (27) أبريل 2008مـ
- عيب الشكل في القرار الإداري (دراسة تحليلية في ضوء قضاء ديوان المظالم في المملكة العربية السعودية)، بحث منشور في مجلة العدل التي تصدر عن وزارة العدل، العدد (65) جمادى الأول 1434هـ
- التكييف القانوني لعلاقة الدولة بالعاملين فيها وآثاره (دراسة تحليلية في القانون السعودي في ضوء قضاء ديوان المظالم)، بحث منشور في مجلة جامعة الملك سعود «كلية العلوم الإدارية» 1433هـ
- دور القانون في فعالية القيادات الإدارية الحكومية (دراسة تحليلية في ضوء قضاء ديوان المظالم في المملكة العربية السعودية)، ورقة عمل تم تقديمها في مؤتمر «القيادات الإدارية الحكومية في المملكة العربية السعودية: الواقع والتطلعات»، الذي عُقد في مقر معهد الإدارة العامة بالرياض خلال الفترة 10-12 صفر 1436هـ، الموافق 2-4 ديسمبر2014م
- نطاق العلاقة بين المسئولية الجنائية والمسئولية التأديبية للعاملين في الدولة في القانون السعودي، كتاب منشور بشكل شخصي،1435هـ
- أهمية تفعيل المسؤولية القانونية للموظفين الحكوميين لضمان الحقوق والمراكز القانونية لعملاء الجهاز الحكومي، ورقة عملتم تقديمها في مؤتمر "ثقافة خدمة العملاء في القطاع الحكومي”، المنظم من قبل معهد الإدارة العامة خلال الفترة من5-7 صفر 1437ه، الموافق 17-19 نوفمبر 2015م
- Judicial Review of Administrative Actions: A Comparative Study between Saudi Arabia & the United States.”S.J.D dissertation, University of Virginia, School of Law, 2001.
- Judicial Independence: Case Study of Saudi Arabia.” Arab Law Quarterly Volume 19, Numbers 1-4 2004
- The Role of Traditionalists & Modernist on the development of the Saudi Legal System. Arab Law QuarterlyVolume 21, Numbers 191-229 2007
- The Saudi Board of Grievances: Development & New Reforms. Arab Law Quarterly (2011), volume 25, issue 2, p. 177-203
- Judicial Review of Administrative Actions: A Case Study of Saudi Arabia. A book published in 2011
- Administrative Contracts under the Saudi Arabian Law." The Public Contract Law Journal (George Washington University Law School). Published in the Summer 2011 issue (4-40).

## وصلات خارجية
- موقع مجلس الشورى السعودي الرسمي.
- معرض صور مجلس الشورى السعودي.